# Kuća u Omišu, Knezova Kačića 8
Kamena dvokatnica u Omišu, na adresi Knezova Kačića 8, izgrađena na trgu pred župnom crkvom. Prema baroknim odlikama izraženim na bogatoj plastici kojom je uokviren široki ulazni portal na pročelju okrenutom trgu gradnja se može datirati u 17. – 18. st

## Zaštita
Pod oznakom Z-5135 zavedena je pod vrstom "nepokretno kulturno dobro - pojedinačno", pravna statusa zaštićena kulturnog dobra, klasificirano kao "stambene građevine".